# Anthophora linsleyi
Anthophora linsleyi là một loài Hymenoptera trong họ Apidae. Loài này được Timberlake mô tả khoa học năm 1941.